# Eilema plumella
Eilema plumella är en fjärilsart som beskrevs av Carl Peter Thunberg 1788. Eilema plumella ingår i släktet Eilema och familjen björnspinnare. Inga underarter finns listade i Catalogue of Life.